# Садовий (Ясненський міський округ)
Садо́вий (рос. Садовый) — селище у складі Ясненського міського округу Оренбурзької області, Росія.
Стара назва — отділення № 2 совхоза Веселий.

## Населення
Населення — 81 особа (2010; 202 у 2002).
Національний склад (станом на 2002 рік):
- казахи — 50 %